# Sélection de la ville hôte pour les Jeux olympiques de 2018
La sélection de la ville hôte pour les Jeux olympiques et paralympiques 2018, où trois villes sont candidates à l'organisation, Annecy en France, Munich en Allemagne et PyeongChang en Corée du Sud, voit cette mission confiée à la ville coréenne. La décision est prise lors d'un vote ayant eu lieu lors de la 123e session du Comité international olympique organisée à Durban le 6 juillet 2011.

## Villes candidates
- Annecy :  France
- Munich :  Allemagne
- Pyeongchang :  Corée du Sud

Logo de la candidature française (Annecy).
Logo de la candidature allemande (Munich).
Logo de la candidature coréenne (PyeongChang).

Selon la procédure du Comité international olympique, les villes intéressées par une candidature à l'organisation des Jeux olympiques d'hiver 2018 avaient jusqu'au 15 octobre 2009 pour déposer leur dossier auprès du CIO et devenir des « villes requérantes ».
Les dossiers ont été étudiés par une commission d'experts qui a remis ses conclusions à la commission exécutive du CIO. Le 22 juin 2010, la commission exécutive a communiqué à Lausanne la liste des « villes candidates » : Munich, PyeongChang et Annecy. Il apparaît donc que des trois villes requérantes, aucune n'a été éliminée à ce stade du processus de sélection de la ville hôte,.
La phase de candidature a démarré à ce stade, et les trois villes candidates ont disposé d'une année pour convaincre les membres du CIO. Elles ont toutes trois remis leur dossier de candidature avant la date limite du 11 janvier 2011.
La commission d'évaluation du CIO était présidée par Gunilla Lindberg. Elle a visité les villes candidates selon le calendrier suivant :
- Annecy : 9 - 12 février ;
- PyeongChang : 16 - 19 février ;
- Munich : 1er - 4 mars.

La commission d'évaluation a rendu publiquement ses conclusions le 10 mai 2011, affirmant que les trois villes présentent « trois candidatures d'un niveau extrêmement haut ».
Les membres du CIO ont élu la ville hôte des JO d'hiver de 2018 lors de la 123e session organisée à Durban, en Afrique du Sud, le 6 juillet 2011. Sur 95 membres du CIO votants, PyeongChang a recueilli 63 voix, Munich 25 et Annecy 7. La ville coréenne a donc été élue dès le premier tour de vote.

### Annecy(France)
La France avait accueilli les Jeux d'hiver pour la dernière fois à Albertville en 1992. Depuis, le pays avait posé trois candidatures à l'organisation des Jeux d'été avec Lille pour 2004 et Paris pour 2008 et 2012.
La ville d'Annecy a été choisie comme la ville requérante française le 18 mars 2009 contre Nice, Grenoble et Pelvoux, par le Comité national olympique et sportif français (CNOSF). Pelvoux se définit comme une candidature à taille humaine et raisonnable, mais les nombreuses infrastructures à construire et le bénéfice très surévalué en font clairement une ville outsider. Nice profite d'un pôle de glace idéal, mais l'inconvénient est l'écart entre la ville et Isola 2000. Grenoble était l'autre ville favorite et faisait jouer son statut de ville-hôte des Jeux d'hiver en 1968,. Des critiques sont néanmoins formulés contre le rapport du comité olympique, qui applique des jugements variables selon les candidatures et qui, à titre de transparence, fut révélé au public, ce qui influença le vote et affaiblit Pelvoux et Nice.

Logo de la candidature d'Annecy
Logo de la candidature de Grenoble
Logo de la candidature de Nice
Logo de la candidature de Pelvoux

Résultats du vote pour la désignation de la ville candidate française pour les Jeux olympiques d'hiver 2018 par le Comité national olympique et sportif français:
| Annecy   | 8.1 | 23 |
| Nice     | 5.6 | 10 |
| Grenoble | 8.4 | 9  |
| Pelvoux  | 3.8 | –  |

Edgar Grospiron, l'ancien champion français de ski acrobatique est le directeur général de cette candidature jusqu'à sa démission le 12 décembre 2010. Le 7 janvier 2011, Charles Beigbeder est devenu président du comité de la candidature d'Annecy à l'organisation des Jeux olympiques d'hiver de 2018. Annecy possède un budget de 24 millions d'euros.

#### Historique
En 2010, la commission du CIO rend son évaluation : les sites sont trop dispersés. Le plan est remanié,. L'alternance des continents n'était pas non plus favorable avec des Jeux d'hiver en 2014 prévus à Sotchi,,,,.
Pour la 123e session du CIO à Durban, seul le Premier ministre François Fillon se déplace, Jean-Claude Killy aurait recommandé à Nicolas Sarkozy de ne pas y aller pour éviter d'être associé au fiasco. La presse avait anticipé le peu d'espoirs face à l'archi-favori PyeongChang. Un membre de l'équipe avait prédit, en off, qu'il espérait entre 7 et 15 voix. Annecy ne récolta que 7 voix au seul tour de vote sur 95 votants. L'Équipe déclara que les quelques votants seraient les membres du CIO en sympathie avec la France,,. Pour 2022, Nice voulut y participer mais la France préféra se concentrer sur les Jeux d'été de 2024, avec succès.
Les causes seraient le faible budget alloué à la candidature qui, avec 30 millions d'euros, ne représente que la moitié de celui de Munich ou le quart de PyeongChang, une gouvernance instable avec trois représentants pendant la durée de la candidature, mais aussi des habitants locaux peu satisfaits,. Slate cite également des échecs au niveau de la gouvernance chez les fédérations sportives,,,.

#### Projet
Les dates proposées étaient du 9 au 25 février 2018 pour les Jeux olympiques et du 9 au 18 mars pour les Jeux paralympiques.
Le budget est de 176 millions $. Le budget du COJO est de 1.42 millards €. Le budget hors-COJO avec les infrastructures hors-sportives sont de 2.5 milliards, à comparer avec les presque 7 milliards € investis annuellement pas l'état pour la région Rhône-Alpes.
Deux pôles étaient prévus, un à Annecy, l'autre à Chamonix, chacun possédant des épreuves de neige et de glisse, un centre de média et un village olympique. Seul le pôle d'Annecy servirait pour les Jeux paralympiques. Le seul site hors des pôles est la piste de glisse de La Plagne.
| Site                                | Commune (Pôle)                                           | Statut                                                   | Sport olympique     | Sport paralympique |
| ----------------------------------- | -------------------------------------------------------- | -------------------------------------------------------- | ------------------- | ------------------ |
| Théâtre des cérémonies – Le Pâquier | Annecy                                                   | Temporaire                                               | Cérémonies          | Cérémonies         |
| Piste de glisse                     | La Plagne (hors-pôle)                                    | Existant                                                 | Bobsleigh           |                    |
| Piste de glisse                     | La Plagne (hors-pôle)                                    | Existant                                                 | Luge                |                    |
| Piste de glisse                     | La Plagne (hors-pôle)                                    | Existant                                                 | Skeleton            |                    |
| Halle                               | 45° 50′ 38″ N, 6° 03′ 34″ E                              | Temporaire                                               | Curling             |                    |
| Stade de biathlon                   | Le Grand-Bornand 45° 56′ 29″ N, 6° 26′ 02″ E             | Existant                                                 | Biathlon            |                    |
| Ovale de glace                      | 45° 50′ 38″ N, 6° 03′ 34″ E                              | À construire                                             | Patinage de vitesse |                    |
| Centre nordique                     | La Clusaz                                                | À construire                                             | Ski de fond         |                    |
| Centre nordique                     | La Clusaz                                                | À construire                                             | Saut à ski          |                    |
| Centre nordique                     | La Clusaz                                                | À construire                                             | Combiné nordique    |                    |
| Patinoire du Mont-Blanc             | Passy 45° 54′ 52″ N, 6° 41′ 44″ E                        | À construire                                             |                     |                    |
| Piste de slalom                     | Domaine skiable des Planards                             | Existant                                                 |                     |                    |
| Patinoire de Chamonix               | Centre sportif Richard-Bozon 45° 55′ 38″ N, 6° 52′ 21″ E | La patinoire existante au centre aurait été reconstruite |                     |                    |
| Centre de patinage                  | (pôle Annecy) 45° 55′ 07″ N, 6° 09′ 41″ E                | À construire                                             | Short-Track         |                    |
| Centre de patinage                  | (pôle Annecy) 45° 55′ 07″ N, 6° 09′ 41″ E                | À construire                                             | Patinage artistique |                    |

#### Évolution
Jusqu’en 2010, le projet était de faire profiter les épreuves à un maximum de stations, les sites étant trop dispersés. Seuls sont affichés les sites ayant changés d'emplacement.

### Munich(Allemagne)
L'Allemagne n'a pas accueilli les Jeux d'hiver depuis 1936 et la précédente candidature du pays pour les Jeux hivernaux remonte à 1986 avec Berchtesgaden pour les Jeux de 1992, finalement attribués à Albertville. La candidature de Munich s'appuyait sur la ville de Garmisch-Partenkirchen, hôte des Jeux de 1936, pour les épreuves de neige.
En cas de désignation, Munich, qui avait organisé les Jeux olympiques d'été de 1972, aurait été la première ville à accueillir les Jeux olympiques d'été et d'hiver.

### PyeongChang(Corée du Sud)
Ce sera la 3e candidature de la Corée du Sud, après ses deux échecs successifs de 2010 et 2014. PyeongChang fut jusqu'ici à chaque fois battue sur le fil, par Vancouver d'abord, puis par Sotchi. PyeongChang possède un budget de 100 millions d'euros[réf. nécessaire] .

## Villes ayant eu l'intention de se présenter
- Innsbruck
- Sofia
- Santiago[29]
- Harbin et Changchun[30]
- Denver, Reno/Lake Tahoe et Salt Lake City
- Nice, Grenoble et Pelvoux
- Bordjomi
- Almaty
- Bohinj
- Östersund
- Genève[31]
- Bukovel

Un référendum était prévu par le canton de Genève en 2009 pour décider de la poursuite de la candidature de la Suisse pour les Jeux de 2018. Toutes les récentes candidatures suisses ont été des échecs : Sion en 1972, 2002 et 2006, Berne en  2010, Zurich en 2014. Cette candidature est finalement retirée le 8 décembre 2008,. Finalement, Genève a décidé de soutenir la candidature de sa voisine française Annecy dans la course à l'organisation des JO 2018.
L'Autriche n'a pas présenté de nouvelle candidature, malgré l'intérêt d'Innsbruck pour être la représentante du pays dans la course à l'investiture. Les échecs successifs d'Innsbruck pour 2002, de Klagenfurt pour 2006 et de Salzbourg pour 2010 et 2014 ont laissé des traces. De plus, Innsbruck a été choisie par le CIO pour organiser les Jeux olympiques de la jeunesse d'hiver 2012.
La Suède est l'un des pays qui a le plus déposé de candidatures pour les Jeux d'hiver, sans jamais avoir été retenu. Dans un passé récent, Göteborg, Åre, Falun et Östersund ont toutes échoué à plusieurs reprises. Le gouvernement suédois a un temps envisagé une candidature de Stockholm pour les Jeux d'hiver de 2014 ou 2018, mais le projet a vite été abandonné. Östersund a été envisagée comme représentante suédoise pour 2018.
La Norvège a finalement renoncé à accueillir les Jeux olympiques, le coût de 2,4 milliards d'euros étant trop élevé et les chances d'attribution à Tromsø jugées trop faibles. Tromsø avait précédemment battu Trondheim et Oslo/Lillehammer pour l'investiture à la candidature norvégienne.
Début janvier 2009, le porte-parole du comité olympique américain annonce qu'il n'y aura aucune candidature américaine pour les JO de 2018, ceci dans le but de préserver les chances de la candidature de Chicago pour les Jeux olympiques d'été de 2016, qui finalement échoueront face à Rio de Janeiro. Salt Lake City, hôte des Jeux de 2002, Denver, désignée pour accueillir les JO d'hiver en 1976 mais qui avait renoncé à les organiser en 1974, et Reno/Lake Tahoe étaient candidates. Au 1er octobre 2009, la candidature de Denver est dépendante du résultat de la candidature de Chicago pour 2016, mais le USOC, après l'échec de Chicago 2016, ne veut pas d'une candidature en 2018.
Harbin et Changchun (candidatures chinoises) ont renoncé à être candidates en octobre 2009, en raison d'une candidature coréenne de Pyeongchang qui est plus aboutie, selon les autorités chinoises.

## Vote
Le vote définitif a eu lieu le 6 juillet 2011 à Durban. La ville de PyeongChang a obtenu une majorité absolue dès le 1er tour.
| Résultats du choix de la ville candidate | Résultats du choix de la ville candidate | Résultats du choix de la ville candidate | Résultats du choix de la ville candidate |
| Ville candidate                          | Pays                                     | 1er tour                                 |                                          |
| ---------------------------------------- | ---------------------------------------- | ---------------------------------------- | ---------------------------------------- |
| PyeongChang                              | Corée du Sud                             | 63                                       |                                          |
| Munich                                   | Allemagne                                | 25                                       |                                          |
| Annecy                                   | France                                   | 7                                        |                                          |